# 보흐니아군

마워폴스카주 지도에 표시된 보흐니아군의 위치

보흐니아군(폴란드어: powiat bocheński)은 폴란드 마워폴스카주에 위치한 군으로 군청 소재지는 보흐니아이며 면적은 649.28km2, 인구는 106,626명(2019년 기준)이다.
북쪽으로는 프로쇼비체군, 동쪽으로는 브제스코군, 남쪽으로는 리마노바군, 서쪽으로는 미실레니체군, 비엘리치카군, 크라쿠프군과 접한다. 9개 지방 자치체(1개 도시, 1개 도시형 농촌, 7개 농촌)를 관할한다.

군기
군 문장